# Селчіуа-де-Жос
Селчіуа-де-Жос (рум. Sălciua de Jos) — село у повіті Алба в Румунії. Адміністративний центр комуни Селчіуа.
Село розташоване на відстані 301 км на північний захід від Бухареста, 37 км на північ від Алба-Юлії, 44 км на південь від Клуж-Напоки.

## Населення
За даними перепису населення 2002 року у селі проживали 684 особи, з них 682 особи (99,7%) румунів. Рідною мовою 683 особи (99,9%) назвали румунську.